# Emily Roberts
Emily Roberts (Hamburg, 21 mei 1993) is een Duits singer-songwriter.

## Biografie
Roberts werd geboren als de dochter van een Britse vader die singer-songwriter was en een Duitse moeder in Hamburg. Op dertienjarige leeftijd begon ze met het spelen van gitaar en twee jaar later schreef ze voor het eerst liedjes. Haar eerste liedje kwam naar eigen zeggen voort uit een relatiebreuk.
In 2015 bracht Roberts haar debuut ep Lion's Heart uit. Een jaar later speelde ze mee in een commercial van een discountwinkel. Hierin zong ze het nummer #santaclara geschreven door 2WEI. Roberts bracht in 2018 haar debuutalbum Crying over Spilled Milk uit.
In samenwerking met het dj-duo Gamper & Dadoni bracht Roberts in 2019 een cover uit van de single Bitter Sweet Symphony van The Verve uit. Deze cover stond 13 weken in de Duitse Top 100 Singlecharts en 21 weken in de Oostenrijkse Ö3 Austria Top 40. In Oostenrijk verkreeg het nummer daarnaast een gouden status.
In 2019 tekende Roberts een platencontract bij RCA Duitsland. Haar eerste single op dit label was In This Together, geschreven in samenwerking met Patrick Salmy, Ricard Munoz en Thomas Steengaard. Dit nummer was te horen in het RTL programma Ich bin ein Star – Holt mich hier raus!.
In 2022 deed Roberts mee aan Germany 12 Points, de Duitse preselectie voor het Eurovisiesongfestival 2022. Ze eindigde op de laatste plaats.

## Discografie

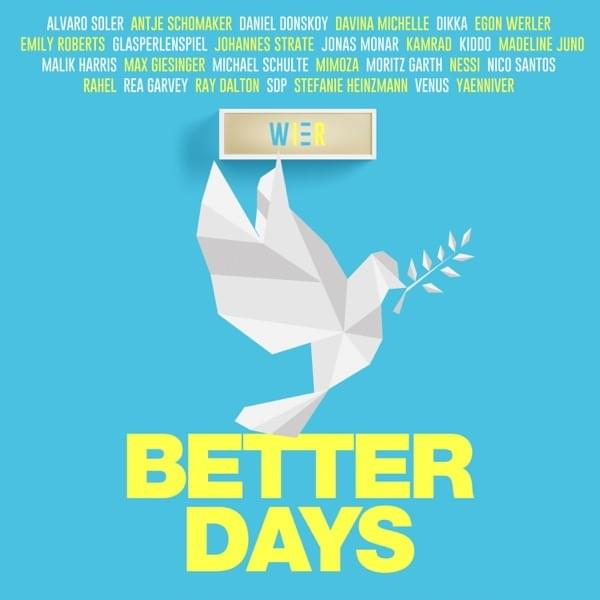
Cover van Better Days

### Albums
| Jaar | Titel                    |
| ---- | ------------------------ |
| 2018 | Crying Over Spilled Milk |

### Ep's
| Jaar | Titel        |
| ---- | ------------ |
| 2016 | Lion's Heart |

### Singles
| Jaar | Titel                                             |
| ---- | ------------------------------------------------- |
| 2015 | Night                                             |
| 2015 | Lion's Heart                                      |
| 2016 | #santaclara                                       |
| 2017 | Cabin in the Woods                                |
| 2018 | Girls in the Club                                 |
| 2019 | In this Together (met Pyke, Muñonez en Stengaard) |
| 2020 | Relationshit                                      |

### Samenwerkingen
| Jaar | Titel                | Met             |
| ---- | -------------------- | --------------- |
| 2019 | Bittersweet Symphony | Gamper & Dadoni |
| 2021 | Kids                 | NOËP            |
| 2022 | Better Days          | Wier            |

- International Standard Name Identifier: 0000 0004 8296 9527
- MusicBrainz: 5b37fd43-e7cf-4667-9e9c-56a92b9a40a6